# Obszar ochrony ścisłej Czarna Woda
Czarna Woda im. prof. Aleksandra Tuszki – obszar ochrony ścisłej o powierzchni 84,42 ha w północnej części Kampinoskiego Parku Narodowego. Został utworzony w 1977 roku, leży ok. 1,5 km na południe od wsi Nowy Wilków i Teofile (gmina Leoncin). Przez jego okolicę przebiegają pieszy Północny Szlak Krawędziowy i Kampinoski Szlak Rowerowy. Patronem jest prof. Aleksander Tuszko, były dyrektor rady naukowej parku narodowego.
Obszar ochrony ścisłej obejmuje teren na granicy tarasu zalewowego i wydmowego z wydmami wznoszącymi się na kilka metrów. Porastają go ols, łęg olszowy, grąd niski i dąbrowa świetlista. Rosną tu rzadkie gatunki flory, m.in. lilia złotogłów, wawrzynek wilczełyko, żankiel zwyczajny, zachyłka oszczepowata, czerniec gronkowy, zdrojówka rutewkowata.